# Michael Z. Lewin
Michael Zinn Lewin (* 21. Juli 1942 in Springfield, Massachusetts) ist ein US-amerikanischer Schriftsteller  von Romanen und Kurzgeschichten. Er ist vor allem bekannt für seine in Indianapolis spielenden Kriminalromane.

## Leben
Lewin wurde 1942 in Springfield, Massachusetts, geboren und wuchs in Indianapolis auf. Nach dem Besuch der dortigen North Central Highschool begann er ein Studium der Physik und Chemie in Harvard. Später wechselte er an die Universität im britischen Cambridge.
Bereits zu seiner Schulzeit und später neben dem Studium belegte er, auch ermutigt durch seinen Vater, Kurse in kreativem Schreiben. Nach Beendigung seines Studiums 1966 war er zunächst als Lehrer an zwei amerikanischen Highschools tätig, bis er sich schließlich im Jahr 1969 ganz der Schriftstellerei widmete.
Michael Z. Lewin hat zwei Kinder und lebt heute im englischen Bath.

## Werk
Besonders bekannt ist Lewin für seine in Indianapolis spielenden Kriminalromane um den Privatdetektiv Albert Samson, die deutlich erkennbar von der harten Schule des amerikanischen Kriminalromans inspiriert sind.
Wie auch seine Vorbilder zeigt Lewin in seinen Mikrokosmen wie Verwebungen von gescheiterten zwischenmenschlichen und familiären Beziehungen ins Unglück führen können. Während jedoch Handlung und Setting den typischen Detektivroman spiegeln, fügt der lakonische, bisweilen schwarz-humorige Erzählstil dem Genre eine neue Facette hinzu, die besonders die Figur des leicht schusseligen Albert Samson eine charakterliche Tiefe verleiht.
Lewin veröffentlichte seit seinem Debüt Ask the right question (1971) 18 Romane, sowie eine Reihe von Kurzgeschichten, Radio-Hörspielen und Theaterstücken. Er wurde insgesamt drei Mal für den renommierten Edgar Award nominiert, darunter 1972 für Ask the right question. 1992 ehrte ihn die Raymond-Chandler-Gesellschaft (Deutschland) e.V. mit dem „Marlowe“ in der Kategorie „Bester Kriminalroman - International“ für seinen Roman Called by a Panther. Bewertet wurde die englischsprachige Originalausgabe, nicht die deutsche Übersetzung.

## Werke
Kriminalromane mit der Hauptfigur Albert Samson:
- Ask the right question (1971) (dt. Wer viel fragt)
- The way we die now (1973)
- The enemies within (1974)
- The silent salesman (1978) (dt. Der stumme Handlungsreisende)
- Missing woman (1981)
- Out of season (bzw. Out of time in Großbritannien) (1984)
- Called by a panther (1991) (dt. Anruf vom Panther)
- Eye opener (2004)

Kriminalromane mit der Hauptfigur Leroy Powder:
- Night cover (1976)
- Hard line (1982)
- Late payments (1986)

Weitere Romane:
- Outside in (1980)
- And baby will fall (bzw. Child proof in Großbritannien) (1988)
- Underdog (1993)
- Family business (1995)
- Family planning (1999)
- Cutting Loose (1999)
- Oh Joe (2008)